# Mont Bengoué
Mont Bengoué (1070 m n. m.) je hora ve střední Africe. Leží v severovýchodním Gabonu na území provincie Ogooué-Ivindo. Jedná se o nejvyšší horu celého státu. Některé zdroje uvádějí jako nejvyšší Mont Iboundji (údajně 1575 m), jehož výšku však data z programu SRTM zpochybnily.